# 패러다임의 전환
패러다임의 전환( - 轉換, 영어: paradigm shift) 또는 좁은 의미에서의 과학혁명은 토머스 새뮤얼 쿤(Thomas Kuhn, 1922~1996)의 《과학 혁명의 구조》에 처음 등장한 말로서, 과학 활동에서 새로운 개념과 이론은 객관적 관찰을 통해서 형성되기보다는 연구자 집단이 받아들이는 과정에서 형성된다는 것이다. 즉, 과학의 역사는 연구자들의 객관적 관찰에 의한 진리의 축적에 따른 점진적 진보가 아니라 혁명 즉 단절적 파열에 의한 새로운 패러다임의 등장을 통해서 과학이 발전한다는 이론이다. 여기서 패러다임이란 과학 공동체 구성원들이 공유하는 믿음, 가치, 기법 등의 총체로서 상대주의적이다.
패러다임의 전환 과정은 이른바 '정상과학' 즉 많은 패러다임 중 가장 지배적인 패러다임 하나가 존재하다가, 그 패러다임으로 설명할 수 없는 것들이 많아지고, 그래서 기본 가정들이 도전을 받게 되면 기존의 정상과학에 위기가 찾아온다. 이런 과정 속에서 다른 여러 패러다임들과 경쟁을 하게 되고, 그러다가 어느 패러다임이 새롭게 득세하고 수용되면서 과학혁명이 발생한다. 새로운 패러다임이 과학혁명을 통해서 새로운 정상과학으로 인정받고 수용되는 이러한 패러다임들의 전환 과정을 통해서 과학은 주로 발전한다고 보는 쿤의 과학철학 이론을 '패러다임의 전환'이 대표하고 있다.

## 참고할 책
- 토머스 새뮤얼 쿤, 《과학 혁명의 구조》